# Édouard Martin
Édouard Martin (ur. 15 czerwca 1963 w El Padul) – francuski robotnik i działacz związkowy pochodzenia hiszpańskiego, organizator protestów związkowych, poseł do Parlamentu Europejskiego VIII kadencji.

## Życiorys
Urodził się w Andaluzji w rodzinie wielodzietnej. Na początku lat 70. jego rodzina opuściła Hiszpanię i przeniosła się do Francji, gdzie zamieszkała w Lotaryngii. W wieku 18 lat zaczął pracować w hucie stali prowadzonej przez koncern Sollac we Florange. Zaangażował się jednocześnie w działalność związkową w ramach Francuskiej Demokratycznej Konfederacji Pracy. W 1989 został przedstawicielem tej centrali związkowej w swoim przedsiębiorstwie.
Édouard Martin stał się osobą powszechnie rozpoznawalną i uznaną za jednego z najbardziej charyzmatycznych przywódców związkowych, gdy stanął na czele protestów hutników przeciwko wygaszaniu kolejnych pieców w lokalnych hutach należących do koncernu ArcelorMittal (który przejął firmę Sollac). Organizował pikiety we Florange i Paryżu, a także okupację siedziby firmy. Spektakularne protesty związkowe przyczyniły się do zaangażowania w sprawę przez nowo wybranego prezydenta François Hollande'a, ostatecznie nie przeciwdziałały zamknięciu huty.
W 2013 opublikował książkę Ne lâchons rien. W tym samym roku Édouard Martin otrzymał pierwsze miejsce na jednej z regionalnych list Partii Socjalistycznej w wyborach europejskich w 2014, uzyskując mandat eurodeputowanego VIII kadencji, który wykonywał do 2019.